# Saint-Jean-Froidmentel
Saint-Jean-Froidmentel è un comune francese di 508 abitanti situato nel dipartimento del Loir-et-Cher nella regione del Centro-Valle della Loira.

## Società

### Evoluzione demografica
Abitanti censiti